# SH-01A
docomo PRIME series SH-01A（ドコモ プライム シリーズ エスエイチ ゼロ いち エー）は、シャープによって開発された、NTTドコモの第三世代携帯電話（FOMA）端末である。docomo PRIME seriesの端末。

## 概要
ドコモ向けでは4代目となるAQUOSケータイ。ドコモのAQUOSケータイは従来、旧9シリーズの派生モデルとして導入されてきたが、この端末はプライムシリーズのスタンダード端末として導入された。このため、従来のドコモ向けAQUOSケータイにはなかったGPSや、ハイスペックなカメラが搭載され、名実ともにフルスペック機となっている。機能面では、同じプライムシリーズのSH-03Aとの共通点も多い。
AQUOSケータイではお馴染みとなったサイクロイド型ではあるが、同時期発表のau向けやソフトバンクモバイル向けのAQUOSケータイとは違い、ヒンジがドコモ夏モデルのSH906iと同様に逆ヒンジとなっており、逆ヒンジの採用はAQUOSケータイ史上初となる。
スマートフォンのプロシリーズを除けば2008年冬モデル最大の3.3インチフルワイドVGA液晶を搭載。しかし、同サイズの液晶を搭載していたSH906iTVよりも、ボディは長さが4mm短くなり、幅も50mmに収まっている。なお、SH-03AやプロシリーズSH-04Aに搭載されているタッチパネルは非搭載。
メインカメラには、SH-03Aとともに、ドコモ向けではSH904i以来1年半ぶりとなるCCDが使われた、AF付きの約800万画素カメラを搭載している。シャープが独自に開発した画像処理エンジンProPix搭載。
前に出たauの機種w61shのLED部が同じ種類。またこの後出るdocomo proシリーズsh-07aのLED部が同じ種類。
操作キー部分のキー形状や配置はSH-03Aと全く同じである。決定キー(光Touch Cruiserと共用)部分には、シャープの携帯電話として、またドコモのFシリーズ以外としても初となる指紋センサーがある。
また、パソコンで多く用いられているAXISフォントをプリインストールしている。シャープの携帯端末初の採用。
ドコモが同時発表したサービスでは、iコンシェル、iウィジェット、iアプリオンラインの全てに対応している。
なお、microSDHCメモリーカードについては、公式には以前は8GBまでのカードに対応しているとされたが、16GBカードの認識も確認されている。 現在では、16GBの動作は正式に確認されている。

### TVCMの変化
ドコモ向けのAQUOSケータイとしては、2年前に発表されたSH903iTV以来となるTVCMが放映されたが、今回のCMからこれまでシャープの携帯のTVCMでお馴染みとなっていた、最後の「確かに、シャープだ」というセリフがなくなった。SH-01Aおよび同時期に発売されたW64SHや931SHに関しては代わりに「元気なケータイ!シャープ」というコピーが使われている。また、AQUOSケータイでありながら高画質カメラを搭載しているという事だけを謳っており（サイクロイド連動機能が購入時は静止画撮影になっていることからもそれが窺える）、ワンセグ機能に関しては一切触れられていない。(最後にロゴが出てくる以外はAQUOSケータイという紹介すらない)
| 主な対応サービス                   | 主な対応サービス                                                    | 主な対応サービス                       | 主な対応サービス                                 |
| ---------------------------------- | ------------------------------------------------------------------- | -------------------------------------- | ------------------------------------------------ |
| タッチパネル                       | FOMAハイスピード7.2Mbps                                             | Bluetooth                              | DCMX／おサイフケータイ                           |
| iアプリオンライン／地図アプリ      | 直感ゲーム／メガiアプリ                                             | iウィジェット                          | マチキャラ／iコンシェル                          |
| ホームU／ポケットU                 | GPS／ケータイお探し                                                 | デコメール／デコメ絵文字／デコメアニメ | iチャネル                                        |
| 着もじ／プッシュトーク             | テレビ電話／キャラ電                                                | 電話帳お預かりサービス                 | フルブラウザ                                     |
| おまかせロック／バイオ認証         | 外部メモリーへiモードコンテンツ移行／ユーザーデータ一括バックアップ | トルカ                                 | iC通信／iCお引越しサービス                       |
| きせかえツール／ダイレクトメニュー | バーコードリーダ／名刺リーダ                                        | 2in1※                                  | エリアメール／ソフトウェアーアップデート自動更新 |
| GSM／3Gローミング（WORLD WING）    | 着うたフル／うた・ホーダイ                                          | Music&Videoチャネル／ビデオクリップ    | デジタルオーディオプレーヤー(WMA)(AAC)           |

※BモードのメールはWebメールとなる。

### ワンセグ機能
- EPG（録画予約も可）
- 外部メモリ（microSD）への録画
- 字幕放送
- マルチウィンドウ
- Bluetoothによるワイヤレス音声出力
- 同社液晶テレビ「AQUOS」にも採用されている、映像をより鮮やかに再現する「SV (Super Vivid) エンジン」

## 歴史
- 2008年8月26日 - 技術基準適合証明（TELEC）通過。
- 2008年9月24日 - 電気通信端末機器審査協会（JATE）通過。
- 2008年10月14日 - 連邦通信委員会（FCC）通過。
- 2008年11月5日 - F-01A・F-02A・F-03A・F-04A・N-01A・N-02A・N-03A・N-04A・P-01A・P-02A・P-03A・P-04A・P-05A・SH-01A・SH-02A・SH-03A・SH-04A・L-01A・HT-01A・HT-02A・Nokia E71・BlackBerry Boldの開発を発表。
- 2008年11月14日 - 技術基準適合証明（Bluetooth）通過。
- 2008年11月20日 - 発売開始。

## 不具合
2009年2月3日に以下の不具合の修正がソフトウェアの更新でなされた。
- アラームの繰り返し設定で曜日の指定を行った場合、正しく動作しない場合がある
- 時報表示設定時、サブディスプレイに時報表示されない場合がある

2009年5月15日に以下の不具合の修正がソフトウェアの更新でなされた。
- フルブラウザで特定画像を保存しようとすると待受画面に戻る場合がある
- microSDに保存された特定の動画を再生すると、再生途中でフリーズし、再起動する場合がある

2009年5月27日に5月18日から以下の不具合により中断していた2回目のソフトウェアの更新を修正し再開
- ソフトウェア更新後に一部のmicroSDが認識できなくなる場合がある